# Philippe Sellam
Philippe Sellam, né le 24 octobre 1960 à Alger, est un saxophoniste de jazz et compositeur français.

## Biographie
Philippe Sellam a enregistré environ 90 albums.
Cofondateur du groupe NoJazz (dont le premier album est produit par Teo Macero, producteur de Miles Davis), le deuxième album avec la participation de Stevie Wonder et Maurice White (earth wind & fire) il a joué avec Michel Petrucciani, Paco Sery, Michel Portal, Roy Hargrove, Andy Emler, Mino Cinelu, Bernard Purdie, Laurent de Wilde, Glenn Ferris, Maraca, Omar Sosa, Stéphane Belmondo, Emmanuel Bex, Médéric Collignon, Wise, Electro de luxe, François Jeanneau, Patrice Caratini, Chico Freeman, Big Band Lumière avec Gil Evans, John Scofield, Orchestre national de jazz dir. Denis Badault, MC Solaar, Henri Salvador, Charles Aznavour, Claude Nougaro, Michel Jonasz, Sanseverino, Lio, Mangu, Wally Badarou, Patrick Verbeck, Jean-Jacques Milteau ... Il joue également avec le guitariste Gilles Renne dans différents projets communs (Sellam-Renne 4tet, African Project, No Spirit) donnant le jour à une dizaine d'albums.
Il réalise la musique de génériques radio, télé et pub (Thierry Ardisson, France Inter) et anime de nombreux master class.

## Discographie
- Philippe Sellam : Magic Box
- Sellam / Renne African project : Sortilège
- Nojazz / Soul Stimulation
- L’Orchestre National de Jazz, D. Badault : À plus tard
- Charles Aznavour / Jazznavour

## Source
- Philippe Carles, André Clergeat, Jean-Louis Comolli : Le nouveau dictionnaire du jazz. R. Laffont: Paris 2011